# Els Gronys
Els Gronys är en bergstopp i Spanien.   Den ligger i provinsen Província de Girona och regionen Katalonien, i den östra delen av landet, 500 km öster om huvudstaden Madrid. Toppen på Els Gronys är 1 292 meter över havet.
Terrängen runt Els Gronys är huvudsakligen lite bergig.Runt Els Gronys är det glesbefolkat, med 15 invånare per kvadratkilometer. Närmaste större samhälle är Olot, 10,3 km öster om Els Gronys. I omgivningarna runt Els Gronys växer i huvudsak blandskog.